# ГЕС Токаану
ГЕС Токаану – гідроелектростанція у центральній частині Північного острова Нової Зеландії. Знаходячись після ГЕС Рангіпо, становить нижній ступінь дериваційного гідровузла Тонгаріро, і одночасно передує ГЕС Aratiatia, з якої починається каскад на річці Ваїкато (тече з Вулканічного плато Північного острова у північно-західному напрямку та впадає до Тасманового моря за чотири десятки кілометрів від Окленду). 

## Східна дериваційна траса
Внутрішні райони Північного острова займає плато, на яким підноситься орієнтований з півдня на північ ланцюжок вулканів Руапеху – Нгарухое – Тонгаріро. Зі сходу до них підходить гірський хребет Кайманава, відділений сточищем короткої річки Тонгаріро, яка тече у меридиональному напрямку та на північний схід від однойменного вулкану впадає до озера Таупо (розташована у кальдері вулкану Таупо найбільша внутрішня водойма Нової Зеландії, з якої й бере початок згадана вище Ваїкато). Через станцію верхнього ступеню Рангіто до сточища Тонгаріро надходить ресурс із півдня, зі сточища річок Whangaehu та Рангітікеї, які дренують південні схили Руапеху та Кайманави і впадають до затоки South Taranaki Bight (так само Тасманове море, але на південно-західному узбережжі острова). Відвідний тунель Рангіто завершується в Тонгаріро вище від зведеної на останній водозабірної греблі, котра спрямовує весь зібраний тут ресурс до прокладеної по лівобережжю річки дериваційної траси.
Першу ділянку траси складає тунель довжиною 2,7 км, за яким слідує канал довжиною 5,8 км. Вони виводять в долину лівої притоки Тонгаріро річки Поуту, котра дренує озеро Rotoaira, розташоване у північно-східного підніжжя вулкану Тонгаріро. Поуту дещо менш ніж за 3 км після виходу з озера перекрили греблею висотою 13 метрів, створений якою підпір дозволив змінити напрямок течії у верхній ділянці та подавати нею ресурс із Тонгаріро до Rotoaira, котре стало центральним вузлом дериваційної системи станції Токаану.

## Західна дериваційна траса
Інший водозбірний район станції лежить на захід від Rotoaira у сточищі річки  Whanganui, яка разом зі своїми притоками дренує обернений на північний захід схил вулканічного ланцюжку Руапеху – Нгарухое – Тонгаріро. При цьому сама Whanganui, яка стікає з Тонгаріро, описує велику дугу по західній частині Вулканічного нагір’я, впадаючи в підсумку до все тієї ж затоки South Taranaki Bight, куди течуть Whangaehu та Рангітікеї, ресурс зі сточища яких подається у озеро Rotoaira східною дериваційною трасою.
Західна водозбірна система починається від бетонної гравітаційної греблі на річці Whakapapa, яка стікає з північно-західного схилу Руапеху та впадає ліворуч до Whanganui. Звідси у північно-східному напрямку прямує тунель довжиною 16,5 км, який на своєму шляху отримує поповнення з водозаборів на іншій лівій притоці Whanganui річці Мангатепопо (бере початок з середнього вулкану Нгарухое) та належних до сточища останньої потоків Окупата, Таурева і Tawhitikuri. На завершальному етапі траса перетинає по мосту Whanganui та після каналу довжиною 0,5 км завершується у невеликому сховищі Te Whaiau, створеному на однойменній правій притоці Whanganui. До русла Te Whaiau трохи вище від сховища за допомогою короткого (0,5 км) тунелю також надходить ресурс, захоплений водозабірною греблею із Whanganui. 
Далі трасу продовжує канал 1,3 км, який з’єднує сховища Te Whaiau та дещо більше Отамангаку. Останнє створене на наступній правій притоці Whanganui за допомогою греблі висотою 20 метрів та виконує роль проміжного балансуючого резервуару західної системи. При цьому припустиме коливання рівня поверхні Отамангаку (а відповідно і корисний об’єм цієї водойми з площею поверхні лише 1,4 км2) доволі незначне – від 610,5 до 612 метрів НРМ. 
Нарешті, від Отамангаку напрямок траси змінюється з північно- на південно-східний. Прокладений на останній ділянці канал довжиною 6,7 км має шлюз, який регулює перепуск води з Отамангаку, та виходить до озера Rotoaira.

## Станція Токаану
Отриманий у озеро Rotoaira ресурс повинен оперативно використовуватись для виробництва електроенергії, оскільки припустиме коливання рівня поверхні у цій водоймі складає лише 0,39 метра – між позначками 564,25 та 564,64 метра НРМ. З Rotoaira починається головний дериваційний тунель довжиною 6,1 км, який веде у північно-східному напрямку під горою Tihia, біля оберненого до озера Таупо підніжжя якої розташований машинний зал. На завершальному етапі тунель переходить у прокладені по схилу водоводи довжиною 0,3 км.
Станцію ввели в експлуатацію у 1973 році з чотирма турбінами типу Френсіс потужністю по 55 МВт. Останні отримали пошкодження внаслідок сильної кавітації, що призвело до заміни роторів з одночасним збільшенням потужності кожного гідроагрегату до 60 МВт. Це обладнання при напорі у 190 метрів забезпечує виробництво 652 млн кВт-год електроенергії на рік.
Відпрацьована вода по відвідному каналу довжиною 3,8 км потрапляє до озера Таупо, після чого використовується каскадом на витікаючій з останнього Ваїкато (можливо відзначити, що верхньою течією останньої вважається саме Тонгаріро, як найбільша річка, що впадає до Таупо).